# Halderberge
Halderberge est une commune des Pays-Bas de la province du Brabant-Septentrional.

## Histoire
La commune est créée le 1er janvier 1997, par la fusion des communes de Hoeven, d'Oudenbosch et d'Oud- en Nieuw-Gastel.

## Géographie

### Communes limitrophes
|             | Moerdijk    |            |
| Steenbergen | Halderberge | Etten-Leur |
| Rosendael   | Rucphen     |            |

### Localités
- Bosschenhoofd
- Hoeven
- Oud-Gastel
- Oudenbosch
- Stampersgat